# Octophialucium solidum
Octophialucium solidum är en nässeldjursart som först beskrevs av Menon 1932.  Octophialucium solidum ingår i släktet Octophialucium och familjen Malagazziidae.
Artens utbredningsområde är Indiska oceanen. Inga underarter finns listade i Catalogue of Life.